# Calamitaceae
Calamitaceae son un grupo de árboles extintos, probablemente relacionados con las equisetáceas. Aparecieron en el Devónico Superior, alcanzaron su mayor diversidad en el Pensilvánico y declinaron en el Pérmico. Presentaban considerable crecimiento secundario y alcanzaban 15 m de altura, llegando hasta los 20 m. Fueron muy importantes en los ecosistemas de selva pantanosa ecuatorial.